# Eupithecia terminata
Eupithecia terminata är en fjärilsart som beskrevs av Taylor 1906. Eupithecia terminata ingår i släktet Eupithecia och familjen mätare. Inga underarter finns listade i Catalogue of Life.